# Edwardsia vitrea
Edwardsia vitrea is een zeeanemonensoort uit de familie Edwardsiidae. De anemoon komt uit het geslacht Edwardsia. Edwardsia vitrea werd in 1890 voor het eerst wetenschappelijk beschreven door Danielssen. 